# R. Budd Dwyer
Robert Budd Dwyer (født 21. november 1939, død 22. januar 1987) var en amerikansk lærer og republikansk politiker.
Dwyer var fra 1965 til 1971 medlem af Repræsentanternes Hus i Pennsylvania og fra 1971 til 1981 medlem af senatet i samme stat. Han var derefter Pennsylvanias finansminister fra 20. januar 1981 indtil den 22. januar 1987, hvor han begik selvmord under et pressemøde for rullende kameraer.

## Baggrund
I begyndelsen af 1980'erne opdagede Pennsylvania, at dets offentlige ansatte havde overbetalt føderale skatter på grund af fejl i systemet før Dwyers administration. En kontrakt på flere millioner dollars var påkrævet for at bestemme den kompensation, der skulle gives til hver medarbejder. I 1986 blev Budd Dwyer fundet skyldig i at have modtaget bestikkelse fra Computer Technology Associates, et firma baseret i Californien, for at tildele dem kontrakten. Han blev derudover fundet skyldig i 11 tilfælde af sammensværgelse og bedrageri, herunder falsk erinding og afpresning.
Den 22. januar 1987, dagen før han skulle dømmes, arrangerede Dwyer et pressemøde i Pennsylvania State Capitol i Harrisburg, hvor han erklærede sin uskyld og nægtede at trække sig fra embedet. Under talen udtrykte han også sympati til de folk, der støttede ham. Efter at have afsluttet sin tale delte han tre kuverter ud til sine kolleger, før han åbnede en større kuvert, der indeholdt en .357 Magnum revolver. Pressefolk forsøgte at få ham til at lægge revolveren fra sig, men kort efter advarede Dwyer med ordene: "Pas på! Denne her vil skade nogen!". Han vendte revolveren mod sig selv og affyrede et enkelt skud, hvorefter han sank sammen på gulvet. Hændelsen blev fanget på direkte fjernsyn.
Posthume appeller fremsat af advokater på Dwyers vegne blev afvist, og hans påstand om uskyld forblev fastholdt. Sammen med Barbara Hafer og Rob McCord er Budd Dwyer en af tre finansministre fra Pennsylvania, der er blevet dømt for korruption siden 1980'erne.

## Efterspil
Sagen med Budd Dwyer har haft journalistiske konsekvenser. Der har været en del diskussion om, hvordan journalister skal reagere, når sådanne situationer opstår. Mange kanaler sendte pressekonferencen på et tidspunkt, hvor skoler var lukket på grund af en snestorm, og børn så fjernsyn i deres hjem.
Budd Dwyers selvmord var ikke det første, der blev vist på direkte fjernsyn. Tilbage i 1974 begik journalisten Christine Chubbuck selvmord under en nyhedsudsendelse. I dette tilfælde havde Christine også skjult en revolver, før udsendelsen begyndte.
Budd Dwyer ligger begravet på Blooming Valley Cementary i Meadville, Pennsylvania.

## I populærkulturen
Budd Dwyer er efter sin død blevet refereret i flere sange, film og andre kunstneriske sammenhænge.
Et af de mange eksempler er fra sangen Karmic Wheel af bandet Kreator, hvor Dwyers pressemøde er samplet ind i nummeret.